# Уряд Джо Байдена
Члени Уряду США в адміністрації Байдена обійняли свої посади після інавгурації обраного президента 20 січня 2021 року за умови підтвердження Сенатом. Команда Байдена з передачі влади розглядала численних кандидатів, зокрема республіканців.

### Члени уряду
| Уряд президента Джо Байдена | Уряд президента Джо Байдена                                            | Уряд президента Джо Байдена                                                                     | Уряд президента Джо Байдена                                                   | Уряд президента Джо Байдена |
| --- | ---------------------------------------------------------------------- | ----------------------------------------------------------------------------------------------- | ----------------------------------------------------------------------------- | --------------------------- |
| Особа, обрана на посаду, яка не підпорядковується Президентові США Призначення має бути підтверджене в Сенаті Сполучених Штатів Підтвердження Сенату не потрібне Виконує обов'язки |                                                                        |                                                                                                 |                                                                               |                             |
| Посада Дата оголошення / підтвердження | Призначена особа                                                       | Посада Дата оголошення / підтвердження                                                          | Призначена особа                                                              |                             |
| Віцепрезидентка Оголошено 11 серпня 2020 На посаді з 20 січня 2021 | Сенаторка Камала Гарріс з Каліфорнії                                   | Державний секретар Оголошено 23 листопада 2020 На посаді з 26 січня 2021                        | Колишній заступник Державного секретаря Ентоні Блінкен з Нью-Йорку            |                             |
| Міністр фінансів Оголошено 30 листопада 2020 На посаді з 26 січня 2021 | Колишня голова Федеральної резервної системи Джанет Єллен з Каліфорнії | Міністр оборони Оголошено 8 грудня 2020 На посаді з 22 січня 2021                               | Відставний генерал Ллойд Остін із Джорджії                                    |                             |
| Генеральний прокурор Оголошено 7 січня 2021 На посаді з 11 березня 2021 | Окружний суддя Меррік Гарланд із Меріленду                             | Міністр внутрішніх справ Оголошено 17 грудня 2020 На посаді з 16 березня 2021                   | Представниця Деб Гааланд з Нью-Мексико                                        |                             |
| Міністр сільського господарства Оголошено 10 грудня 2020 На посаді з 27 лютого 2021                                                                                                | Колишній міністр сільського господарства Том Вілсек з Айови            | Міністр торгівлі Оголошено 7 січня 2021 На посаді з 3 березня 2021                              | Колишній губернатор Джина Раймондо з Род-Айленду                              |                             |
| Міністр праці Оголошено 7 січня 2021 На посаді з 23 березня 2021 | Колишній мер Марті Волш з Массачусетсу                                 | Міністр охорони здоров'я і соціальних служб Оголошено 7 грудня 2020 На посаді з 19 березня 2021 | Колишній генеральний прокурор на рівні штату Хав'єр Бесерра з Каліфорнії      |                             |
| Міністр житлового будівництва і міського розвитку Оголошено 10 грудня 2020 На посаді з 10 березня 2021                                                                             | Представниця Марсія Фадж з Огайо                                       | Міністр транспорту Оголошено 15 грудня 2020 На посаді з 3 лютого 2021                           | Колишній мер Піт Буттіджедж з Індіани                                         |                             |
| Міністр енергетики Оголошено 17 грудня 2020 На посаді з 25 лютого 2021 | Колишній губернатор Дженніфер Ґренголм з Мічигану                      | Міністр освіти Оголошено 22 грудня 2020 На посаді з 2 березня 2021                              | \| Уповноважений з питань освіти на рівні штату Міґель Кардона з Коннектикуту |                             |
| Міністр у справах ветеранів Оголошено 10 грудня 2020 На посаді з 9 лютого 2021 | Колишній Голова адміністрації Білого дому Деніс Мак-Дона з Міннесоти   | Міністр внутрішньої безпеки Оголошено 23 листопада 2020 На посаді з 2 лютого 2021               | Колишній заступник міністра Алехандро Майоркас з Каліфорнії                   |                             |

### Посадовці на рівні уряду
| Посада Дата оголошення / підтвердження | Призначена особа                                                                               | Посада Дата оголошення / підтвердження                                                                                        | Призначена особа                                                                                     |
| --- | ---------------------------------------------------------------------------------------------- | --- | --- |
| Голова адміністрації Білого дому Оголошено 22 січня 2023 На посаді з 8 лютого 2023 | Колишній радник президента США Джефф Зінтс з округу Вашингтон                                  | Представниця США з питань торгівлі Оголошено 10 грудня 2020 На посаді з 18 березня 2021                                       | Торгова радниця комітету Палати представників США зі шляхів і засобів Кетрін Тай з округу Колумбія   |
| Директорка Національної розвідки Оголошено 23 листопада 2020 На посаді з 21 січня 2021 | Колишня заступниця радника з питань національної безпеки Евріл Гейнс з Нью-Йорку               | Директор Центрального розвідувального управління Оголошено 11 січня 2021 На посаді з 19 березня 2021                          | Колишній заступник державного секретаря Вільям Джозеф Бернс                                          |
| Адміністратор Агенції з охорони довкілля Оголошено 17 грудня 2020 На посаді з 11 березня 2021 | Керівник департаменту якості довкілля в Північній Кароліні Майкл С. Реґан з Північної Кароліни | Керівник адміністрації малого підприємництва Оголошено 7 січня 2021 На посаді з 17 березня 2021                               | Колишній державний директор Офісу захисту малого бізнесу Ізабель Ґузман із Каліфорнії                |
| Директорка офісу з керування та бюджету Оголошено 2 березня 2021 (в. о. як заступниця директора) В. о. директора з 24 березня 2021 Оголошено 24 листопада 2021 (директор) На посаді з 17 березня 2022 (директор) | Колишня заступниця директора Шаланда Янґ з Луїзіани                                            | Представниця США в ООН Оголошено 23 листопада 2020 На посаді з 25 лютого 2021                                                 | Колишня помічниця державного секретаря у справах Африки Лінда Томас-Ґрінфілд з Луїзіани              |
| Голова Ради економічних консультантів Оголошено 30 листопада 2020 На посаді з 12 березня 2021 | Декан Принстонської школи громадських та міжнародних відносин Сесилія Роуз з Каліфорнії        | Науковий радник Президента США Директор Офісу з питань науки та технологій Оголошено 21 червня 2022 На посаді з 3 жовтня 2022 | Колишня директорка Агентства перспективних оборонних досліджень (DARPA) Араті Прабхакар з Каліфорнії |